# 山本二三丸
山本 二三丸（やまもと ふみまる、1913年3月10日 - 2011年12月3日）は、日本のマルクス経済学者、立教大学名誉教授。

## 略歴
愛知県豊橋市出身。第一高等学校卒、1936年東京帝国大学経済学部卒。1954年「再生産論」で立教大学経済学博士。1936年東京貯蓄銀行書記、1938年東亜研究所所員、1940年日本鉄鋼連合会書記、1941年鉄鋼統制会書記、日本鋼管書記、1946年立教大学経済学部助教授、1948年教授となり、1978年定年退任、名誉教授。愛知大学教授を務めた。マルクス経済学の厳密な検証において功績があったが、現実の世界経済、世界の社会主義国の崩壊など、理論と現実の乖離は大きく、大きな課題を残して2011年12月3日、98歳で逝去。

## 著書
- 『恐慌論研究』青木書店 1950
- 『再生産論研究』日本評論新社 1956
- 『労働賃銀 資本主義経済の原理』 (青木全書)青木書店 1960
- 『価値論研究』青木書店 1962
- 『現代資本主義の経済法則』 (青木全書)青木書店 1962
- 『構造改革論批判 現代修正主義理論の根本問題』青木書店 1966
- 『経済学概論』青木書店 1972
- 『資本論解説 1 (現代的意義と読み方)』青木書店 1979
- 『世界経済論 『資本論』の世界』青木書店 1980
- 『社会主義への道』青木書店 1986
- 『社会主義の虚像と実像』青木書店 1991
- 『社会主義は崩壊したか 世界史の偉大な教訓』青木書店 1991
- 『人間経済学 科学としての経済学のあり方』青木書店 1994

### 翻訳
- エンゲルス『空想から科学への社会主義の発展 他三篇』寺沢恒信共訳 (国民文庫) 1953

## 博士論文
- 山本二三丸『再生産論』 立教大学〈経済学博士 報告番号不明〉、1954年。NAID 500000495043。 国立国会図書館書誌ID:000010662661